# Kozma Orsolya
Kozma Orsolya (Budapest, 1976. október 2. –) magyar énekesnő.

## Pályafutása
Kislányként a Magyar Rádió Gyermekkórusában énekelt, majd a budapesti Szent László Gimnázium elvégzése után színészpályára készült. Toldy Mária stúdiójába került, ahol két évig tanult. Az Operettszínház Valahol Európában című produkciójának Évájaként debütált, majd Székesfehérváron a Dzsungel könyvében szerepelt. Egerben együtt játszott Molnár Piroskával, Bodrogi Gyulával és Hegedűs D. Gézával Brecht Koldusoperájában, de részt vett a TÁP Színház Űrzrínyiász című előadásában is. Filmes munkák: Kalózok, zenés magyar film; Tűzvonalban magyar tévéfilm-sorozat.
Első zenekara a Szűzriadó volt, majd a Kimnowak együttes tagja lett. A nagy áttörést és országos ismertséget a Jazz+Az hozta meg számára, majd 2000-től a Cotton Club Singers tagja lett. 2005-ben találkozott Szakos Krisztián dalszerzővel és elkészítették Orsi első szólóalbumát, Egy szó címmel. 2007-ben Orsi megvált a vokálcsapattól, hogy szólókarrierjére koncentráljon. 2007 májusában jelent meg második poplemeze, mely az Az igazi szerep címet kapta. Vendégként többek között olyan előadókkal és zenekarokkal dolgozott, mint Presser Gábor, Tolcsvay László, Dés László, Novák Péter, Keresztes Ildikó, Tony Lakatos, Vince Mai, Rob van de Wouw, Krysztov Scieranski, a Swing a lá Django, az Animal Cannibals, a 9:30 Collective/eNerd vagy az eat me!
2008-ban megalakult a Kozma Orsi Quartet, színesítve az énekesnő palettáját, és decemberben jelentették meg első stúdióalbumukat, a Hide and seeket, amely azonnal Fonogram-díj jelölt lett, 2010. október 6-án megjelent Japánban is. 2009-ben a Jazzy dalverseny különdíját, 2010-ben a Pécs Fringe Fesztivál szakmai díját nyerte el. 
2011 decemberétől hétfő esténként saját élő, kulturális-beszélgetős műsort vezetett a Lounge rádión, Spontán címmel.
2019-ben Woody és a swing címmel zenés színházi estet adott Kern András színművész közreműködésével a Művészetek Palotájában.
Quartettjével eddig összesen 3 stúdióalbumot jelentetett meg, legutóbbi, Vízjel című szólóalbuma után pedig 2022-ben ismét új pop anyaggal tervez jelentkezni.

## Díjak
Jazz+Az: Kalózok
- 1998. Aranylemez
- 1999. Platinalemez

Jazz+Az: Egynek jó
- 1999. Aranylemez
- 2000. Platinalemez

1999. Arany zsiráf díj - Legjobb zenekar
2004. Cotton Club Singers: Sinatra Aranylemez
2009. Jazzy dalverseny - különdíj
2010. Fringe-szakmai díj - Kozma Orsi Quartet

## Jelölések
- 2007. Legjobb énekesnő kategória - Viva Comet
- 2007. Legjobb zenés videóklip - Az igazi szerep-Aranyszem fesztivál
- 2008. Legjobb magyar jazz album Fonogram - Kozma Orsi Quartet: Hide and seek
- 2011. Legjobb énekesnő - Glamour Women of the Year
- 2012. Legjobb énekesnő - Glamour Women of the Year

## Családi háttere
Nagyapja Kozma Pál szőlőnemesítő, kertészmérnök, ampelológus, a mezőgazdasági tudományok doktora, a Magyar Tudományos Akadémia rendes tagja volt. Édesapja ifj. dr. Kozma Pál Fleischmann-díjas, Darányi Ignác-díjas szőlőnemesítő, a pécsi Szőlészeti és Borászati Kutatóintézet főmunkatársa, aki 2022-ben megkapta a Magyar Érdemrend Lovagkeresztje kitüntetést kimagasló munkásságáért.
Orsi 2010 augusztusában férjhez ment Benedek Tamáshoz, aki a Magna Cum Laude alapítója, a Neo,az Animal Cannibals és a Groovehouse együttes dobosa.

## A Kozma Orsi Quartet tagjai
- Kozma Orsi – ének
- Cseke Gábor – zongora, billentyűs hangszerek
- Hárs Viktor – bőgő, basszusgitár, baritongitár, vokál
- Pusztai Csaba – dobok, ütőshangszerek

## Diszkográfia
Szólólemezek:
- Kozma Orsi: Egy szó – 2005
- Kozma Orsi: Az igazi szerep – 2007
- Kozma Orsi Quartet: Hide and Seek - 2008
- Kozma Orsi Quartet: Embrace - 2010
- Kozma Orsi: Vulkán - 2013
- Kozma Orsi Quartet: Soulprints - 2014
- Kozma Orsi: Vízjel - 2017
- Kozma Orsi:Advent -2020

Közreműködőként, vendégként elkészített lemezek:
- Jazz+Az: Kalózok filmzene – 1998
- Jazz+Az: Egynek jó – 1999
- Jazz+Az: Koncert + Story DVD – 2003
- Cotton Club Singers: 2×2 remix album – 2001
- Cotton Club Singers: 2×2
- Cotton Club Singers: Sinatra Live 1-2. – 2002
- Cotton Club Singers: Spirit of Sinatra dvd – 2003
- Cotton Club Singers: Best of CCS – 2003
- Cotton Club Singers: Luxury – 2004
- Cotton Club Singers: Abba Jazz – 2006
- A miniszter félrelép - filmzene 1997
- Kis Vuk - filmzene 2007
- Keresztes Ildikó: Nem tudod elvenni a kedvem... - 1999
- 9:30: Momentary fame – 2005
- Presser Gábor: T12enkettő – 2006
- Kowalsky meg a Vega: Forradalom Rt. – 2006
- Kimnowak: Gyémánt – 2007
- eat me!: Weep 2009
- Tereskova: Best of

## Színházi szerepek
- Fame (Serena) – Thália, Piccolo Színház
- Valahol Európában (Éva) – Fővárosi Operett Színház; Székesfehérvár
- A dzsungel könyve (Tuna) – Székesfehérvár
- Égésföld – Veszprém
- Űrzrínyiász – Trafó
- Koldusopera – Eger

## Filmszerepek
- Kalózok
- Tűzvonalban